# Eurya hupehensis
Eurya hupehensis är en tvåhjärtbladig växtart som beskrevs av Ping Sheng Hsu. Eurya hupehensis ingår i släktet Eurya och familjen Pentaphylacaceae. Inga underarter finns listade i Catalogue of Life.